# Cà độc dược
Cà độc dược còn gọi là mạn đà la (hoa trắng), tên khoa học là Datura metel, thuộc họ Cà (Solanaceae).
Thân thảo, cao 1–2 m, sống quanh năm. Phần gốc của thân hoá gỗ. Thân và cành non màu xanh lục hay tím, có nhiều lông tơ. Lá đơn, mọc so le, phiến lá nguyên hình trứng nhọn, gốc phiến lá không đều nhau. Hoa mọc đơn độc ở nách lá. Cánh hoa màu trắng hay vàng, dính liền nhau thành hình phễu, dài 16–18 cm. Quả hình cầu, đường kính khoảng 3 cm, mặt ngoài có nhiều gai mềm, chứa nhiều hạt màu vàng.

## Dược học
Trong cây (ở lá và hạt có hàm lượng cao nhất) có chứa nhiều ancaloit (hàm lượng toàn phần từ 0,2-0,5%), chủ yếu là scopolamin, còn có hyoscyamin, atropin và các saponin, flavonoit, tanin... với số lượng không đáng kể. Tác dụng dược lý chủ yếu là do các ancaloit: làm giãn phế quản, giãn đồng tử, giảm nhu động ruột và bao tử nếu những cơ quan này co thắt, làm khô nước bọt, dịch vị, mồ hôi.
Trong y học cổ truyền Trung Hoa, nó là một trong 50 vị thuốc cơ bản, với tên gọi dương kim hoa (洋金花).
Theo Đông y, hoa cà độc dược có vị cay, tính ôn, có độc, có tác dụng ngừa suyễn, giảm ho, chống đau, chống co giật, phong thấp đau nhức. Lá là vị thuốc ngừa cơn hen, giảm đau bao tử, chống say tàu xe. Ngoài ra còn điều trị phong tê thấp, đau dây thần kinh toạ, đau răng... Người ta thường dùng lá cuộn thành điếu hay thái nhỏ vấn thành điếu thuốc để hút (chữa ho, hen suyễn), dùng lá hơ nóng đắp điều trị đau nhức, tê thấp, hoặc phơi khô tán bột mịn.
Vì cây có độc tính cao nên chỉ dùng theo sự hướng dẫn của thầy thuốc. Khi bị ngộ độc, có hiện tượng giãn đồng tử, mờ mắt, tim đập nhanh, giãn phế quản, môi miệng khô, khô cổ đến mức không nuốt và không nói được. Chất độc tác động vào hệ thần kinh trung ương, có thể gây tử vong do hôn mê.

## Hình ảnh

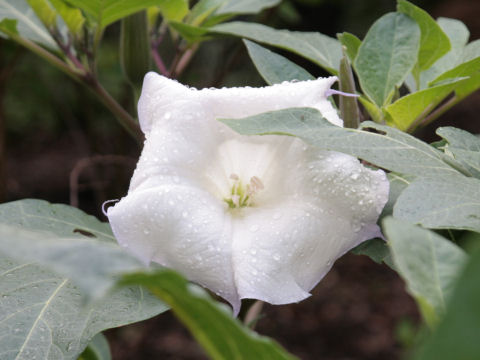
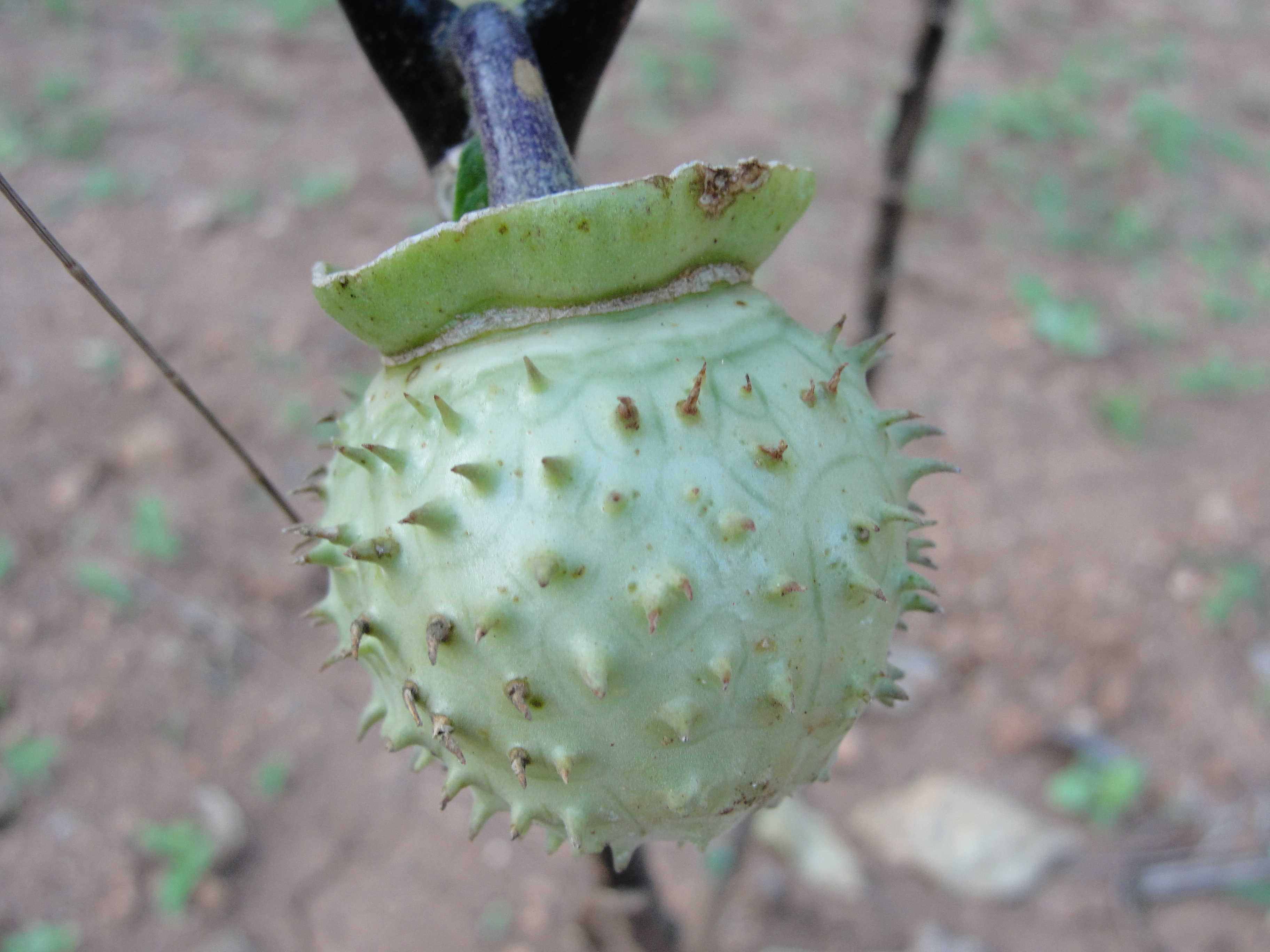
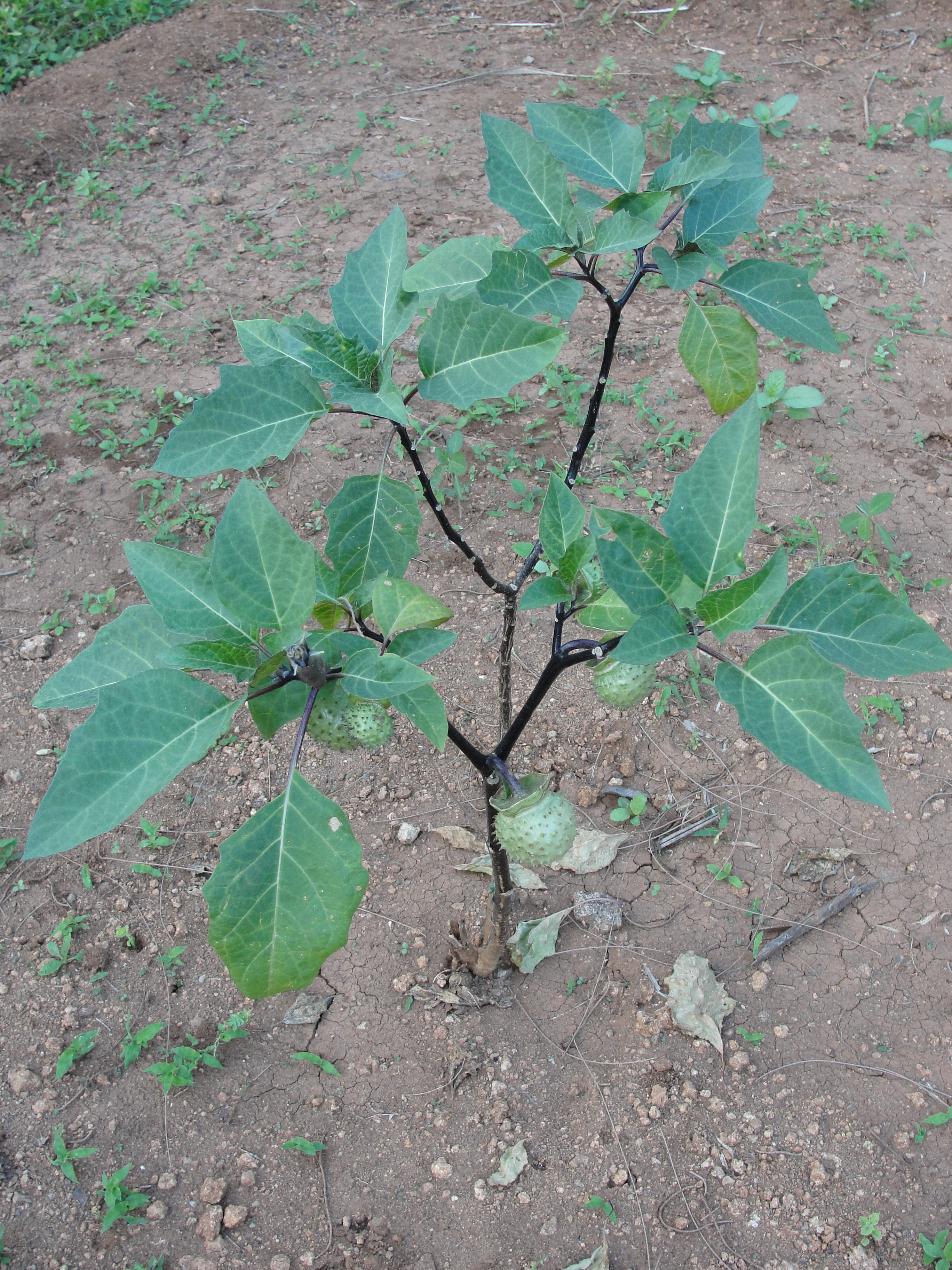
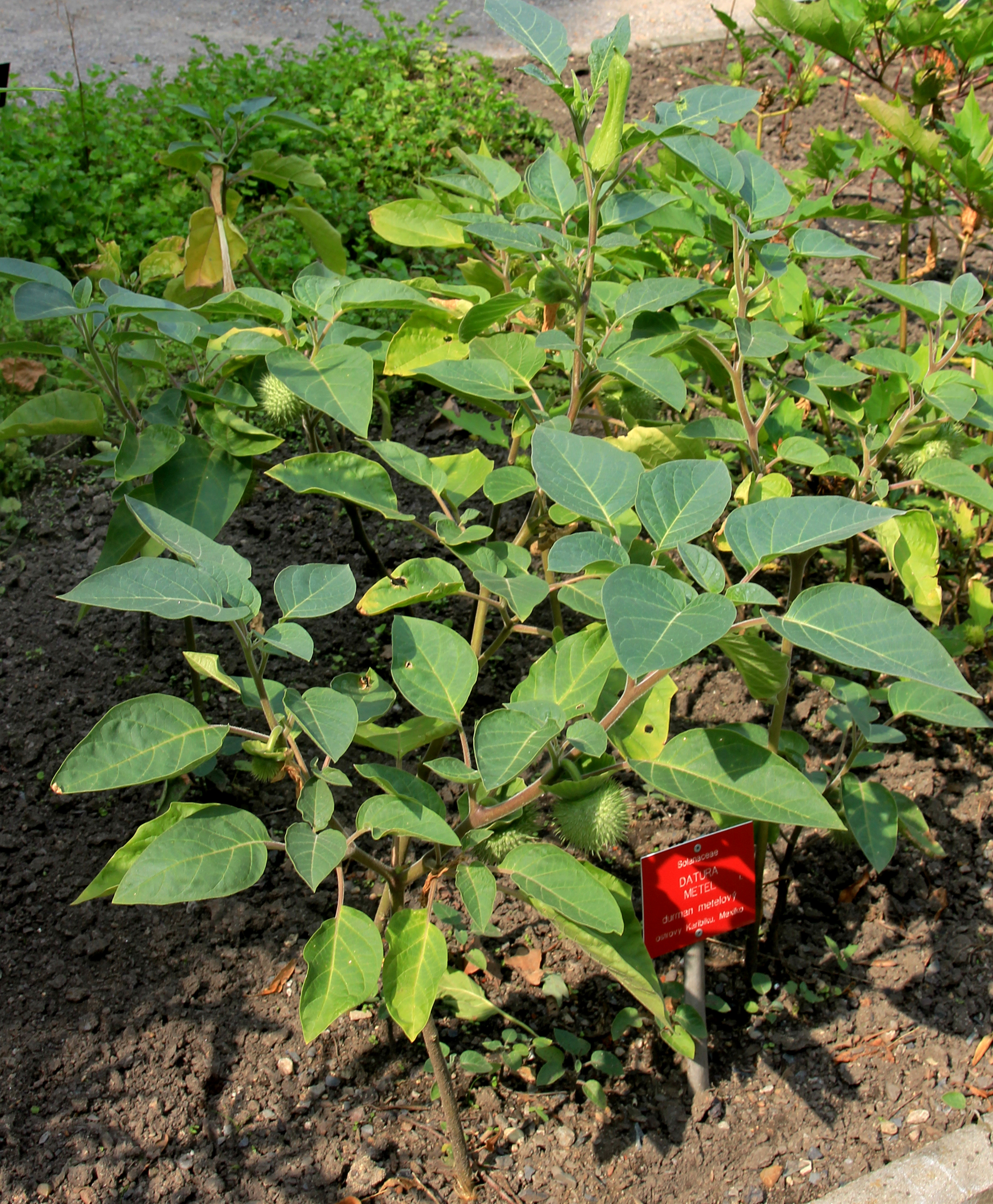
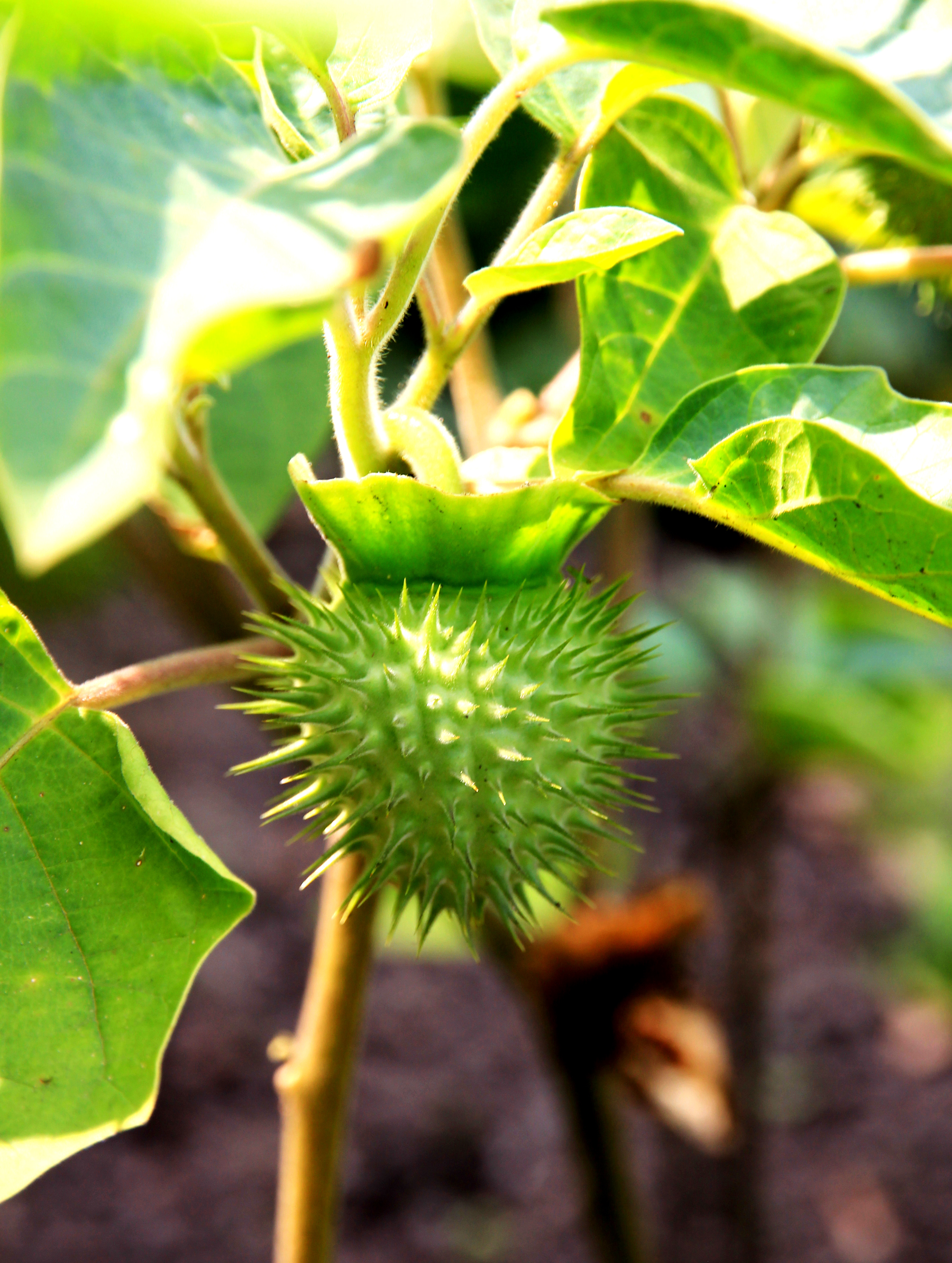

- Tập tin:BlackMetel.jpg